# 背棘鰩
背棘鳐是鳐科鳐属的一种底栖卵生海鱼，广泛分布于大西洋和地中海。该物种得名于背部大量的棘刺。

## 外貌描述
同其他鳐鱼一样，背棘鳐身体扁平；胸鳍为翅膀形状，棱角分明且没有软棘或是刺，整体外貌类似于风筝;腹鳍为三角形；吻部短小；尾巴长而尖。该物种的背部边缘及吻部附近覆盖有大量棘刺，成年鱼的底部和尾巴上也有，在雌鱼的身上尤其多。
该鱼平均体长约为85cm，最长可长到139m，平均体宽约为45-50cm。

## 种群分布
背棘鳐主要分布于欧洲各地的沿岸水域以及非洲西海岸，最北可达挪威与冰岛的海岸，最南可达南非海岸，在马达加斯加沿岸的印度洋水域亦有分布。对于欧洲潜水者和渔民来说，该鱼很有可能是最常见的鳐鱼之一；在布列塔尼地区，该鱼亦是第二常见的软骨鱼。
背棘鳐的栖息地多种多样，包括不同深度下的泥质、沙质、砂砾质和石质海床，最深可达300m，但最常见于10-60m水深处。

## 生活习性
背棘鳐为卵生物种，平均性成熟年龄为8岁。该鱼的繁殖季为2-9月，在5-6月为巅峰。在繁殖期中，一条雌鱼可能与多条雄鱼交配，并在大约六周内逐渐将鱼卵产于海床上并由粘稠的带状物质固定。期间，雌鱼每日会产下1-2枚卵，具体时间可能因温度改变而变化，每年总共可产下70-170枚卵。。鱼卵的孵化期为4-5月，孵化后的幼鱼体长为11-13cm。

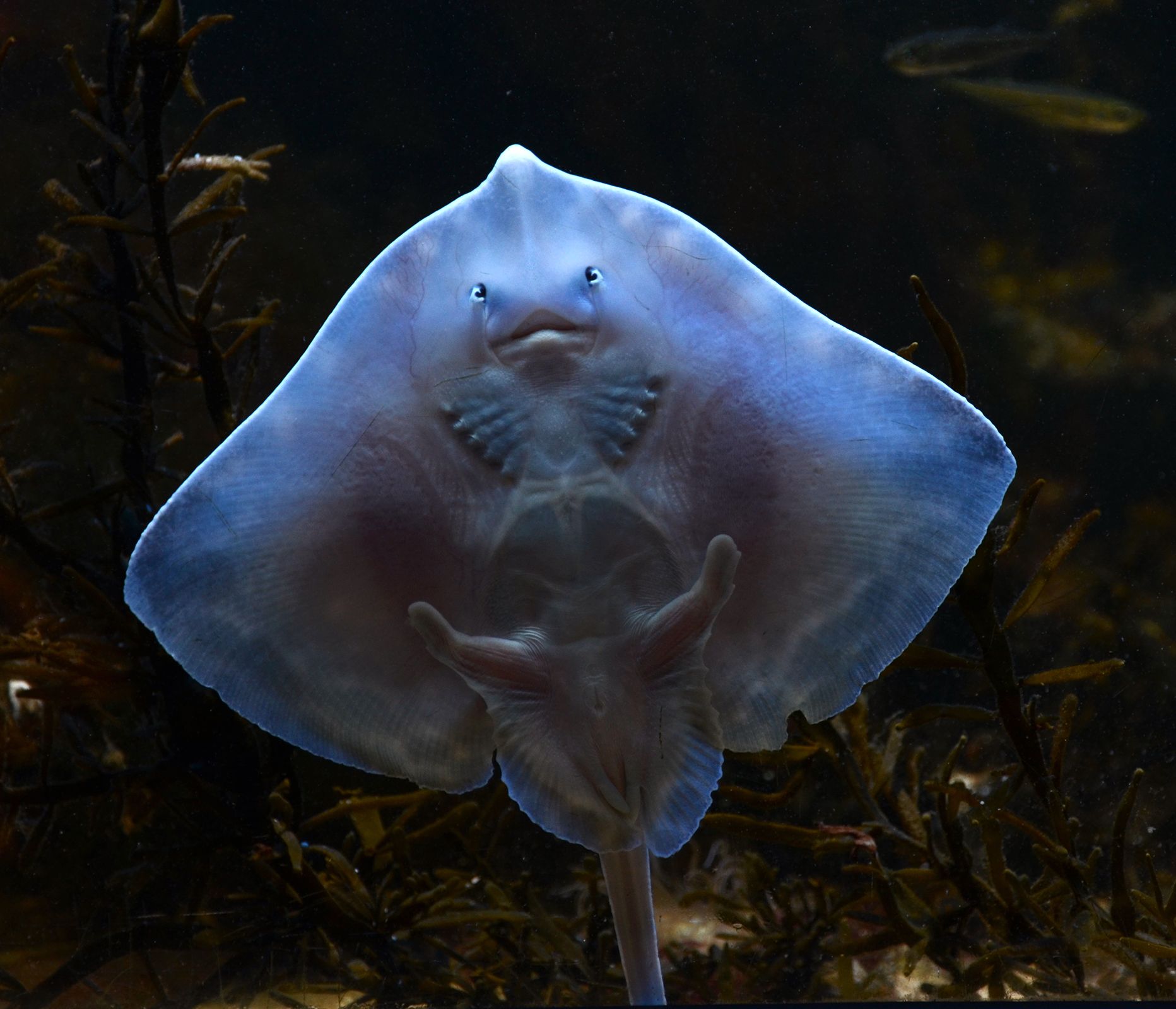
法国瓦讷水族馆的一条背棘鳐

幼鱼的主食各种小型甲壳类为主，包括糠虾和端足类，而成年个体则捕食明虾、螃蟹等更大的甲壳类以及小型鱼类。
背棘鳐鲜少远距离移动，一项在北海开展的研究指出80%被捕获后放生的背棘鳐从未离开放生地点超过40海里。

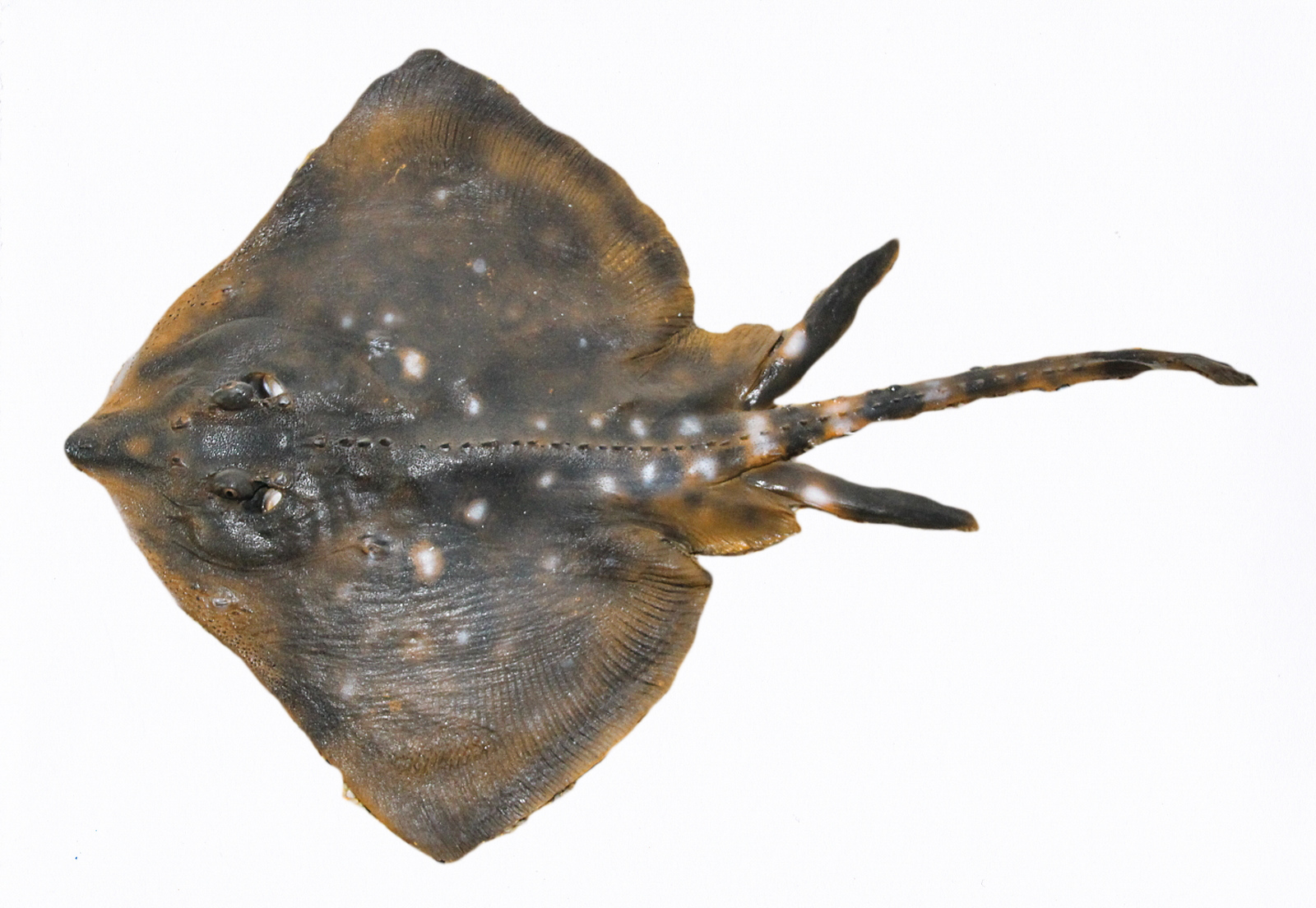
背棘鳐的俯视图

## 种群现状
背棘鳐在欧洲是拖网捕获的主要副渔获物之一。由于过度捕捞以及缺乏对未成年个体的保护，该物种的种群在英格兰与苏格兰交接的索尔韦湾出现了显著衰退，但在其余北大西洋海域种群数量仍然稳定，而目前科学家对该物种在非洲海域的情况则所知甚少，仍需进一步的研究与分析。